# 駒沢颯
駒沢 颯（こまさわ はやて、1998年4月5日 - ）は日本のプロバスケットボール選手である。青森県出身。
ポジションはPG（ポイントガード）。茨城ロボッツ所属。

## 来歴
青森県三沢市に生まれる。岡三沢小学校から堀口中学校へ進む。2013年、青森ワッツバスケットスクールに所属。その後八戸学院光星高等学校を経て日本大学へ進学。
2021年1月20日、青森ワッツと特別指定選手契約を締結。13試合に出場し、46.34分（平均3.34分）、1.4PPG。
2021年5月21日、青森と新規選手契約を締結。49試合に出場し（スターター44回）、1281.14分（平均26.08分）、12.8PPG。
2022年6月9日、越谷アルファーズに移籍。58試合に出場し（スターター24回）、1297.09分（平均22.21分）、8.6PPG。キャリア初となるプレーオフ出場機会を得た。プレーオフは3試合に出場し（スターター2回）、50分59秒（平均16分59秒）、5.7PPG。
2023年6月17日、熊本ヴォルターズへ移籍。9月9日のプレシーズン対鹿児島レブナイズ戦において、終了直前に3Pシュートでバスケットカウントを獲得、ボーナスショットを決めて4点プレイとし、同点に持ち込むなど得点力の高さを見せつけた。
レギュラーシーズンは51回に出場し（スターター49回）、1248分41秒(平均24分29秒）。巧みなステップで守備をかわし得点を重ね、10.7PPGを挙げる活躍を見せ、プレーオフ出場に貢献した。自身2度目となるプレーオフは全試合にスターター出場し、55分7秒（平均27分33秒）。高精度な3Pシュートで14.0PPGと奮戦する。
2024年6月17日、茨城ロボッツへ移籍。

## 経歴
八戸学院光星高等学校 - 日本大学 - 青森ワッツ(特別指定選手、2021) - 青森ワッツ(2021-22) - 越谷アルファーズ(2022-23) - 熊本ヴォルターズ(2023-24) - 茨城ロボッツ(2024-） 

## 記録
| シーズン     | チーム     | GP | GS | MPG  | FG%  | 3P%  | FT%   | RPG | APG | SPG | BPG | TO  | PPG  |
| ------------ | ---------- | -- | -- | ---- | ---- | ---- | ----- | --- | --- | --- | --- | --- | ---- |
| B2 2020-21   | 青森(特指) | 13 | 0  | 3.3  | .333 | .000 | .333  | 1.7 | 0.4 | 0.3 | 0.1 | 2.7 | 1.4  |
| B2 2021-22   | 青森       | 49 | 44 | 26.1 | .411 | .327 | .804  | 3.2 | 3.6 | 0.8 | 0.1 | 2.7 | 12.8 |
| B2 2022-23   | 越谷       | 58 | 24 | 22.2 | .368 | .311 | .727  | 2.4 | 0.3 | 0.3 | 0.1 | 1.0 | 8.6  |
| B2 2022-23PO | 越谷       | 3  | 2  | 16.5 | .269 | .125 | 1.000 | 1.7 | 0.3 | 0.3 | 0.0 | 1.0 | 5.7  |
| B2 2023-24   | 熊本       | 51 | 49 | 24.2 | .440 | .286 | .772  | 2.1 | 3.6 | 0.7 | 0.2 | 2.0 | 10.7 |
| B2 2023-24PO | 熊本       | 2  | 2  | 27.3 | .391 | .429 | 1.000 | 1.0 | 3.5 | 2.5 | 0.0 | 2.0 | 14.0 |

## 特徴
- 瞬間接着剤「アロンアルフア」のTVCMに越谷アルファーズが起用された際、撮影時点(2023年5月)ではまだ在籍中だったので選手の一員として出演した[6]（同様に、富山グラウジーズへ移籍したトロイ・マーフィーJr.も越谷の選手として出演している）。